# Costinel Stan
Costinel Stan (n. 25 octombrie 1953) este un antrenor maestru emerit de volei român. A fost antrenorul echipei naționale de volei feminin a României și al echipei Dinamo Romprest București, pe care a condus-o în sezonul 2006/2007 al cupelor europene.